# Mindaugas Žukauskas
Mindaugas Žukauskas (Šiauliai, 24. kolovoza 1975.) litavski je profesionalni košarkaš. Igra na poziciji niskog krila, a trenutačno je slobodan igrač. 

## Karijera
U svojoj karijeri igrao je još za Šiauliai, Žalgiris Kaunas, Olimpiju Ljubljanu i Montepaschi Sienu. Sa Žalgirisom je osvojio dva litavska prvenstva (1998. i 1999.), Europski kup (1998.) i Euroligu. S Olimpijom slovensko prvenstvo (2001.), a s Montepaschijem talijansko prvenstvo (2004.) Od 2006. do 2009. bio je član talijanskog kluba Scavolini Gruppo Spar.

## Litavska reprezenatcija
Bio je član litavske košarkaške reprezentacije koja je na Europskom prvenstvu u Švedskoj 2003. osvojila zlatnu medalju, a na Olimpijskim igrama u Atlanti 1996. brončanu medalju.  

## Vanjske poveznice
- Profil  Arhivirana inačica izvorne stranice od 29. svibnja 2009. (Wayback Machine) na Lega Basket Serie A